# ميلتون فالنزويلا
ميلتون فالنزويلا (بالإسبانية: Milton Valenzuela)‏ (13 أغسطس 1998 بالأرجنتين - ) هو لاعب كرة قدم أرجنتيني في مركز الدفاع. لعب مع كولومبوس كرو ونيولز أولد بويز.

## وصلات خارجية
- ميلتون فالنزويلا على موقع الاتحاد الأوربي (الإنجليزية)
- ميلتون فالنزويلا على موقع الدوري الأمريكي (الإنجليزية)
- ميلتون فالنزويلا على موقع قاعدة بيانات كرة القدم.إي يو (الإنجليزية)
- ميلتون فالنزويلا على موقع Soccerbase.com (لاعب) (الإنجليزية)
- ميلتون فالنزويلا على موقع Soccerway.com (الإنجليزية)
- ميلتون فالنزويلا على موقع عالم كرة القدم.نت (الإنجليزية)